# Liste der Kulturdenkmale im Stadtteil Diemershalde

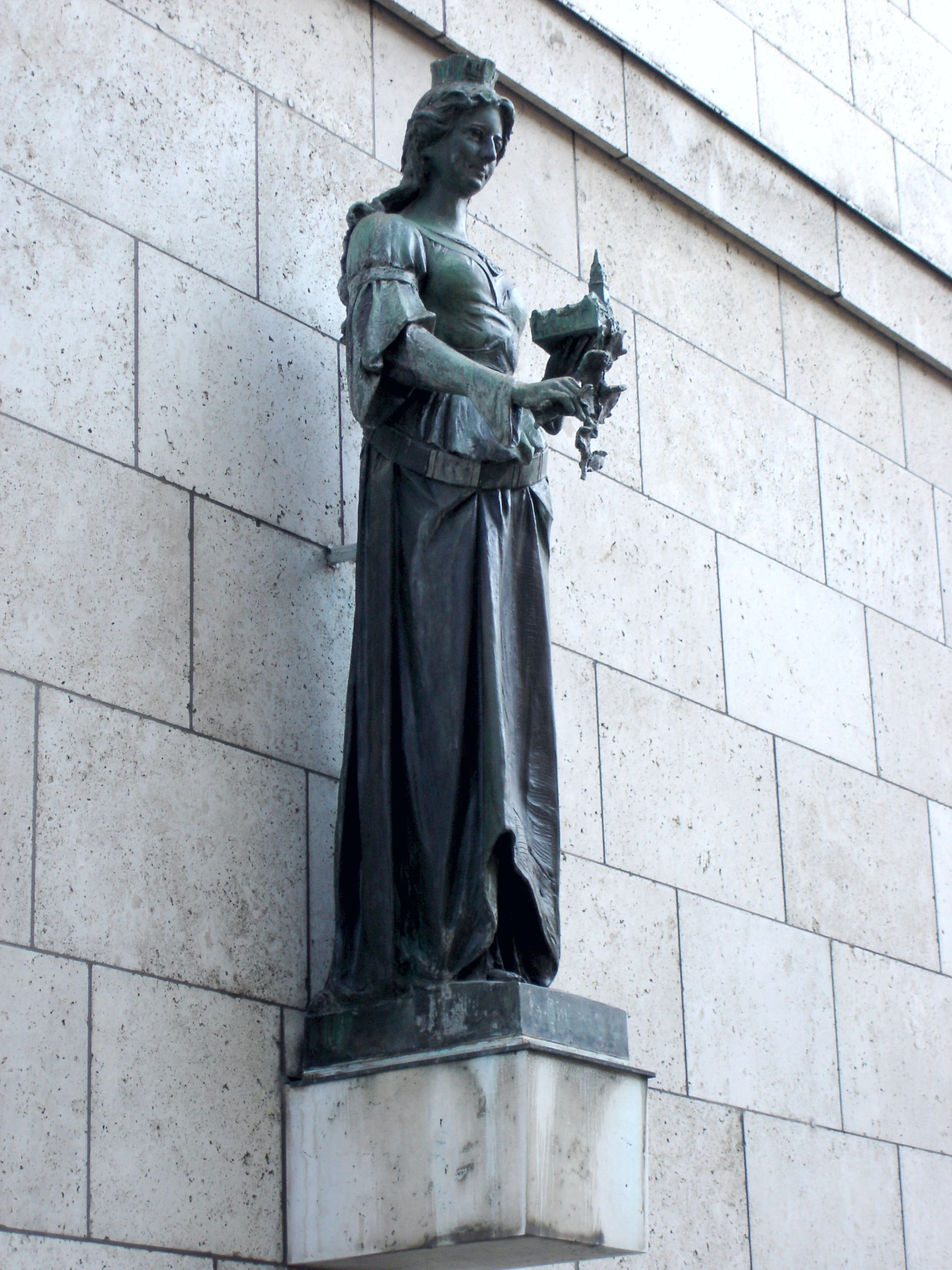
Stuttgardia

In der Liste der Kulturdenkmale im Stadtteil Diemershalde sind alle unbeweglichen Bau- und Kunstdenkmale im Stuttgarter Stadtteil Diemershalde aufgeführt, die in der Liste der Kulturdenkmale. Unbewegliche Bau- und Kunstdenkmale der Unteren Denkmalschutzbehörde für diesen Stadtbezirk Stuttgarts verzeichnet sind. Stand dieser Liste ist der 25. April 2008.  Die Liste wurde seitdem reduziert, so dass sich hier auch Objekte finden, die möglicherweise aktuell nicht mehr unter Denkmalschutz stehen.
Diese Liste ist nicht rechtsverbindlich. Eine rechtsverbindliche Auskunft ist lediglich auf Anfrage bei der Unteren Denkmalschutzbehörde der Stadt Stuttgart erhältlich.

## Allgemein
- Bild: Zeigt ein ausgewähltes Bild aus Commons, „Weitere Bilder“ verweist auf die Bilder im Medienarchiv Wikimedia Commons.
- Bezeichnung: Nennt den Namen, die Bezeichnung oder die Art des Kulturdenkmals.
- Lage: Straßenname und Hausnummer oder Flurstücknummer des Kulturdenkmals, gegebenenfalls auch den Ortsteil. Die Grundsortierung der Liste erfolgt nach dieser Adresse. Der Link (Karte) führt zu verschiedenen Kartendiensten mit der Position des Kulturdenkmals. Fehlt dieser Link, wurden die Koordinaten noch nicht eingetragen. Sind diese bekannt, können sie über ein Tool mit einer Kartenansicht einfach nachgetragen werden. In dieser Kartenansicht sind Kulturdenkmale ohne Koordinaten mit einem roten bzw. orangen Marker dargestellt und können durch Verschieben auf die richtige Position in der Karte mit Koordinaten versehen werden. Kulturdenkmale ohne Bild sind an einem blauen bzw. roten Marker erkennbar.
- Datierung: Baubeginn, Fertigstellung, Datum der Erstnennung oder grobe zeitliche Einordnung entsprechend des Eintrags in der zuständigen Denkmaldatenbank (Landesamt für Denkmalpflege Baden-Württemberg).
- Beschreibung: Kurzcharakteristik des Kulturdenkmals.

## Liste der Kulturdenkmale im Stadtteil Diemershalde
| Bild           | Bezeichnung | Lage                                             | Datierung       | Beschreibung | ID |
| -------------- | --- | ------------------------------------------------ | --------------- | --- | --- |
| Weitere Bilder | Mehrfamilienhaus | Alexanderstraße 2 (Karte)                        | 1888            | Historismus-Neobarock, Adolf und Carl Eckert, Werkmeister Geschützt nach § 2 DSchG | |
| Weitere Bilder | Ehemalige Villa Augusta | Alexanderstraße 3 (Karte)                        | 1876            | Klassizismus (Spätklassizismus), Heinrich Eberbach Geschützt nach § 2 DSchG | |
| Weitere Bilder | Villa | Alexanderstraße 4 A (Karte)                      | 1890            | Historismus - deutsche Neorenaissance, Neobarock, Ludwig Eisenlohr, Carl Weigle Geschützt nach § 2 DSchG | |
| Weitere Bilder | Villa | Alexanderstraße 6 (Karte)                        | 1901–1902       | Historismus - deutsche Neorenaissance, Neobarock, Ludwig Eisenlohr und Carl Weigle Geschützt nach § 2 DSchG | |
| Weitere Bilder | Mehrfamilienhaus mit Türblatt und Gittertor                                                                                | Alexanderstraße 8 A (Karte)                      | 1877            | Klassizismus (Spätklassizismus), Adolf Wolff, Stadtbaurat Geschützt nach § 2 DSchG | |
|                | Mehrfamilienhaus | Alexanderstraße 8 B (Karte)                      | 1934            | Expressionismus, Neue Sachlichkeit, Stantscho Stantscheff Geschützt nach § 2 DSchG | |
| Weitere Bilder | Mietshaus (Teil der Sachgesamtheit Alexanderstraße 9 A, 9 B)                                                               | Alexanderstraße 9 A (Karte)                      | 1896–1997       | Historismus, Neogotik, Neorenaissance, Karl Beisbarth, Jakob Früh Geschützt nach § 2 DSchG | |
| Weitere Bilder | Mietshaus (Teil der Sachgesamtheit Alexanderstraße 9 A, 9 B)                                                               | Alexanderstraße 9 B (Karte)                      | 1896–1997       | Neobarock, Karl Beisbarth, Jakob Früh Geschützt nach § 2 DSchG | |
| Weitere Bilder | Mietshaus mit Ladenlokal                                                                                                   | Alexanderstraße 11 (Karte)                       | 1884            | Historismus - deutsche Neorenaissance, Nill Jakob, Werkmeister Geschützt nach § 2 DSchG | |
|                | Mietshaus | Alexanderstraße 13 (Karte)                       | 1873            | Klassizismus (Spätklassizismus), Otto Bayer Geschützt nach § 2 DSchG | |
| Weitere Bilder | Mietshaus mit Ladenlokal                                                                                                   | Alexanderstraße 17 (Karte)                       | 1890            | Historismus - deutsche Neorenaissance, Adolf Rösch Geschützt nach § 2 DSchG | |
| Weitere Bilder | Mietshaus | Alexanderstraße 19 (Karte)                       | 1895            | Historismus - deutsche Neorenaissance, Ad. Schönnagel, Hofwerkmeister Geschützt nach § 2 DSchG | |
| Weitere Bilder | Geschäfts- und Mietshaus                                                                                                   | Alexanderstraße 26 B (Karte)                     | 1889            | Historismus - deutsche Neorenaissance, Adolf Rösch Geschützt nach § 2 DSchG | |
| Weitere Bilder | Mietshaus | Alexanderstraße 27 (Karte)                       | 1869            | Klassizismus (Spätklassizismus), Georg Schöttle, Bauunternehmer Geschützt nach § 2 DSchG | |
|                | Mietshaus mit Ladenlokal                                                                                                   | Alexanderstraße 29 (Karte)                       | 1865            | Klassizismus (Spätklassizismus), Georg Schöttle, Bauunternehmer Geschützt nach § 2 DSchG | |
| Weitere Bilder | Mietshaus mit Ladenlokal                                                                                                   | Alexanderstraße 32 (Karte)                       | 1902            | Historismus - Neogotik, deutsche Neorenaissance, Eugen Burk, Werkmeister Geschützt nach § 2 DSchG | |
| Weitere Bilder | Miets- und Geschäftshäuser (Sachgesamtheit)                                                                                | Alexanderstraße 36 (Karte)                       | 1893            | Historismus - Neogotik, deutsche Neorenaissance, Karl Hengerer Geschützt nach § 2 DSchG | |
| Weitere Bilder | Miets- und Geschäftshäuser (Sachgesamtheit)                                                                                | Blumenstr. 32 (Karte)                            | 1893            | Historismus - Neogotik, deutsche Neorenaissance, Karl Hengerer Geschützt nach § 2 DSchG | |
| Weitere Bilder | Miets- und Geschäftshäuser (Sachgesamtheit)                                                                                | Blumenstr. 34 (Karte)                            | 1893            | Historismus - Neogotik, deutsche Neorenaissance, Karl Hengerer Geschützt nach § 2 DSchG | |
|                | Druckereigebäude | Blumenstraße 36 A, 36 B (Karte)                  | 1900            | Frühe Industriearchitektur bis 1920, Georg Friedrich Bihl, Alfred Woltz Geschützt nach § 2 DSchG | |
|                | Bürohaus | Charlottenstraße 31 (Karte)                      | 1953–1955       | Internationaler Stil Stahlskelettbau, Paul Stohrer Geschützt nach § 2 DSchG | |
|                | Ehemalige Villa Wittmann, dann Loes (Villa einschließlich Garten, Renmisenbau, Mauer, Pavillon, Pergolabau) Sachgesamtheit | Diemershaldenstraße 11, 11 A (Karte)             | 1906–1907, 1922 | Historismus - Neobarock, Neoklassizismus, G. Stahl, A. Bossert, Eugen Lang (Gartenarchitekt) Geschützt nach § 2 DSchG | |
|                | Sühnekreuz, genannt Postmicheleskreuz                                                                                      | Diemershaldenstraße 13, Flurstück 2970/3 (Karte) | 1490–91         | Spätmittelalterliches Rechtsdenkmal Geschützt nach § 2 DSchG | |
|                | Mehrfamilienhaus (Teil der SG)                                                                                             | Diemershaldenstraße 23 (Karte)                   |                 | Geschützt nach § 2 DSchG | |
| Weitere Bilder | Galateabrunnen mit Anlage und Staffel                                                                                      | Eugensplatz, Eugenstraße (Karte)                 | 1889/90         | Otto Rieht, Paul Stotz, Bildhauer Geschützt nach § 2 DSchG | |
|                | Wirtshausausleger | Gaisburgstraße 12 A (Karte)                      | 1864            | Geschützt nach § 2 DSchG | |
|                | Mehrfamilienhaus | Gaisburgstraße 27 (Karte)                        | 1870            | Historismus - Neorenaissance, Johann Wendelin Braunwald Geschützt nach § 2 DSchG | |
|                | Historische Wegeverbindung                                                                                                 | Gaisburgstraße, Flurstück 3024 (Karte)           |                 | Pflasterweg mit begrenzenden Trockenmauern Geschützt nach § 2 DSchG | |
|                | Mehrfamilienhaus | Gerokstraße 4 (Karte)                            | 1907/08         | Stuttgarter Schule, Louis-seize, Hans Weirether Geschützt nach § 2 DSchG | |
| Weitere Bilder | Ehemalige Villa Eisenlohr und Jeitteles mit Garage, Garten und Laubengang                                                  | Gerokstraße 11, 11 A (Karte)                     | 1906, 1921      | Jugendstil, Neobarock, Ludwig Eisenlohr, Carl Weigle Geschützt nach § 2 DSchG | |
|                | Wohnhaus | Gerokstraße 13 A (Karte)                         | 1904            | Historismus, Adolf Schiedt Geschützt nach § 2 DSchG | |
|                | Mietshaus mit Ladenlokal                                                                                                   | Haußmannstraße 1 (Karte)                         | 1891            | Historismus - deutsche Neorenaissance, Paul Lauser, Professor Geschützt nach § 2 DSchG | |
|                | Mietshaus, bezeichnet mit „Wagenburg“                                                                                      | Haußmannstraße 2 (Karte)                         | 1891            | Klassizismus (Spätklassizismus), Neorenaissance, Eugen Albert Geschützt nach § 2 DSchG | |
|                | Mehrfamilienhaus | Haußmannstraße 20 (Karte)                        | 1907            | Historismus - deutsche Neorenaissance, Neobarock, Robert Schmid, Emil Burkhardt Geschützt nach § 2 DSchG | |
|                | Mehrfamilienhaus | Haußmannstraße 22 (Karte)                        | 1907            | Historismus - deutsche Neorenaissance, Hummel, Förstner Geschützt nach § 2 DSchG | |
|                | Mietshaus | Kernerstraße 63 (Karte)                          | 1895            | Historismus - deutsche Neorenaissance, Carl Friedrich Oelkrug Geschützt nach § 2 DSchG | |
| Weitere Bilder | Mehrfamilienhaus | Pfizerstraße 3 (Karte)                           | 1907            | Neorenaissance, Jugendstil, Neoklassizismus, Erwin Waelde Geschützt nach § 2 DSchG | |
| Weitere Bilder | Doppel-Mehrfamilienhaus | Pfizerstraße 11, 15 (Karte)                      | 1911            | Historismus - Neobarock, Neoklassizismus, Richard Katz Geschützt nach § 2 DSchG | |
| Weitere Bilder | Doppel-Mehrfamilienhaus | Pfizerstraße 17, 19 (Karte)                      | 1912/13         | Neoklassizismus, Carl Heim, Jakob Früh Geschützt nach § 2 DSchG | |
|                | Sünderstaffel (einschließlich sogenanntem „Sünderstein“) Sachgesamtheit                                                    | Sünderstaffel (Karte)                            | 1890–1910       | Erwähnungen der Sünderstaffel als „gestäffelte Furch“ und als „Staffelfurch“ stammen aus dem Jahr 1304; das Gewand „Im Sünder“ wird 1466 urkundlich erwähnt und ist möglicherweise nach einer Person dieses Namens benannt. Über die Adligen Hans Bernhard Rugger und Rudolf Werner von Weißenburg geht die Kunde, Rugger habe Weißenburg 1339 nach einem Streit erschlagen, sei in Wien zum Tode verurteilt worden und habe darum gebeten, im Weinberg seiner Familie oberhalb der Pfizerstraße enthauptet zu werden. Mit diesem Fall können allerdings die sogenannten Sündersteine aufgrund ihres geringeren Alters nichts zu tun haben. Der eine trägt die Inschriften „Gott sey mir Sünder Gnedig“ und „Anno Domini 1552 Johann Ruger“, der andere trägt zwei Inschriften in lateinischer Sprache, die übersetzt lauten: „Was die Gottlosen gerne wollen, das ist verloren“ und „Sündige hinfort nicht mehr“, ferner ist er mit einem Totenkopf geschmückt und trägt eine Namens- und Datumsaufschrift: „Joans Broll 1564“. Die Annahme, die Sünderstaffel habe zu einem allgemeinen Richtplatz geführt, lehnt Hermann Lenz ab; eine Richtstätte befand sich seinen Angaben nach vielmehr auf dem Schellberg und später in der Nähe der Gänsheide, ein Galgen im 16. Jahrhundert in der Wolframshalde. Geschützt nach § 2 DSchG | |
|                | Sünderstein | Sünderstaffel (Karte)                            |                 | Geschützt nach § 2 DSchG | |
| Weitere Bilder | Mehrfamilienhaus einschließlich Einfriedung (Sachgesamtheit)                                                               | Wagenburgstraße 1 (Karte)                        | 1904            | Historismus - Neorenaissance, Adolf Haro Geschützt nach § 2 DSchG | |
|                | Mehrfamilienhaus „Sonnenbühl“ einschließlich Einfriedung und Tor (Sachgesamtheit)                                          | Wagenburgstraße 10 (Karte)                       | 1901/02         | Historismus - Neorenaissance, Heimatstil, August Knoblauch (Baurat), Baurat Geschützt nach § 2 DSchG | |
|                | Mietshaus mit ehemaligem Ladenlokal und Einfriedung (Sachgesamtheit)                                                       | Werastraße 10 (Karte)                            | 1872            | Klassizismus (Spätklassizismus), Neorenaissance, Johann Wendelin Braunwald Geschützt nach § 2 DSchG | |
|                | Mehrfamilienhaus | Werastraße 21 (Karte)                            | 1878            | Historismus - Neorenaissance, Otto Bayer Geschützt nach § 2 DSchG | |
|                | Wärterhaus (Teil der SG „Ehemaliges Staatliches Wasserwerk mit Behälter“)                                                  | Werastraße 27 A (Karte)                          |                 | Erstellt durch Bauamt der Städtischen Wasserwerke Geschützt nach § 2 DSchG | [[Vorlage:Bilderwunsch/code!/C:48.780513,9.189653!/D:Wärterhaus (Teil der SG „Ehemaliges Staatliches Wasserwerk mit Behälter“)!/\|BW]] |